# H&E 염색

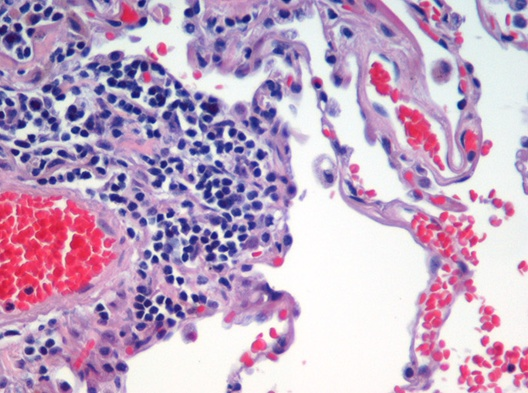
사람 폐 조직을 헤마톡실린과 에오신으로 염색한 조직 표본

H&E 염색 혹은 HE 염색은 조직학에서 이용되는 기본적인 염색 방법으로, H는 헤마톡실린, E는 에오신을 의미한다. 의학 진단에서 널리 이용되며, 종종 최적 표준(gold standard)이다. 병리학자가 암으로 의심되는 조직을 생검하면 조직 절편을 H&E 염색하고, H&E 절편(H&E section)이라 한다.
염색 기법은 헤마톡실린의 산화형인 헤마테인과 알루미늄 이온에서 형성된 복합체인 헤말룸(hemalum)과 연관이 있다. 헤말룸은 세포핵을 파란색으로 염색한다(그 외에 케라토하이알린 과립과 석회화된 물질도 염색한다). 핵 염색에 이어 에오신 Y의 수용액이나 알코올 용액으로 대조염색을 한다. 에오신 Y는 에오신친화성 구조를 붉은 계통, 분홍, 주황색 등으로 염색한다. 에오신 Y는 산성 염료로 산성친화성(호산성) 구조에 붙어 적갈색으로 염색하고, 헤마톡실린은 염기성 염료로 염기성친화성(호염기성) 구조에 결합하여 파란색이 된다.
일반적으로는 헤말룸의 염료-금속 복합체가 핵에 있는 DNA에 결합하여 염색이 이루어진다. 다른 방법으로는 조직에서 DNA를 추출하여 염색하는 방법이 있다. 이 방법에서는 핵이 염기성(양이온성) 염료인 타이오닌(thionine)이나 톨루이딘 블루(toluidine blue)로 염색된다. 염기성 염료로는 헤말룸보다 산성이 덜한 용액에서만 염색할 수 있고, 핵산을 화학적으로 혹은 효소로 추출하면 염색이 억제된다. 헤말룸 복합체는 알루미늄과 헤마테인 사이의 결합과 유사한 배위 결합을 통하여 염색질에 있는 DNA와 단백질의 카복시기에 결합한다.
에오신친화성 구조는 일반적으로 세포 내외의 단백질로, 루이소체와 말로리소체가 이에 속한다. 세포질 대부분은 에오신친화성이다. 적혈구는 특히 붉은색으로 염색된다.
호염기성이나 에오신친화성(호산성) 구조가 반드시 산성 혹은 염기성인 것은 아니다. 호염기성이나 에오신친화성 등의 용어는 염료에 대한 세포를 구성하는 요소의 친화성에 따른 것이다. 표본에는 내재적인 색소(멜라닌 등)로 인하여 노란색이나 갈색같은 다른 색도 나타날 수 있다. 어떤 구조는 염색이 잘 되지 않는다. 예를 들어 바닥판을 잘 관찰하여야 할 때에는 PAS나 은으로 염색한다. 그물섬유도 은으로 염색한다. 지방이 많은 지방세포, 뉴런 축삭을 감싸고 있는 말이집, 골지체의 막 같은 소수성 구조도 염색이 되지 않는다.

## 개요
헤마톡실린은 어두운 파랑 혹은 보라색으로 염색되는 염기성/양이온성 물질로, 호염기성 물질(산성/음이온성)에 결합한다. 핵에 있는 DNA/RNA, 조면소포체의 리보솜에 있는 RNA는 뼈대 구조에 있는 인산기가 음이온을 띠기 때문에 산성/음이온성이다.
에오신은 빨강 혹은 분홍색으로 염색되는 산성/음이온성 물질로, 호산성 물질(염기성/양이온성)에 결합한다. 세포질에 있는 단백질은 아르기닌과 라이신 잔기가 양이온을 띠기 때문에 염기성이다. 근육세포와 세포 내부의 막에 있는 미세섬유와 세포외 섬유도 에오신에 염색된다.

## 같이 보기
- 파파니콜로 염색
- 세포병리학
- 항산염색

### 내용주
1. ↑  연상 기억법으로, "Acidic Attaches Acidophilic Applying Auburn and Basic Binds Basophilic Becoming Blue"를 번역한 것.

### 참조주
- Godwin Avwioro (2011). Histochemical Uses Of Haematoxylin - A Review. JPCS 1:24-34. PDF 보관됨 2016-11-30 - 웨이백 머신
- Kiernan JA (2008) Histological and Histochemical Methods: Theory and Practice. 4th ed. Bloxham, UK: Scion.
- Lillie RD, Pizzolato P, Donaldson PT (1976) Nuclear stains with soluble metachrome mordant lake dyes. The effect of chemical endgroup blocking reactions and the artificial introduction of acid groups into tissues. Histochemistry 49: 23-35.
- Llewellyn BD (2009) Nuclear staining with alum-hematoxylin. Biotech. Histochem. 84: 159-177.
- Marshall PN, Horobin RW (1973) The mechanism of action of "mordant" des - a study using preformed metal complexes. Histochemie 35: 361-371.
- Puchtler H, Meloan SN, Waldrop FS (1986) Application of current chemical concepts to metal-haematein and -brazilein stains. Histochemistry 85: 353-364.

1. 1 2  한국임상병리학과, 조직·세포학 교수회 편저 (2010년 10월 30일). 《조직학》 5판. 고려의학. 7–9쪽. ISBN 978-89-7043-774-3.
2. ↑  Baker JR (1962). “Experiments on the action of mordants. 2. Aluminium-haematein.” (PDF). 《Quart. J. Microsc. Sci.》 103: 493–517.

### 프로토콜
- (영어) Routine Mayer's Hematoxylin and Eosin Stain (H&E)
- (영어) Hematoxylin & Eosin (H&E) Staining Protocol
- (영어) Rosen Lab, Department of Molecular and Cellular Biology, Baylor College of Medicine) Step by step protocol